# Pashmina

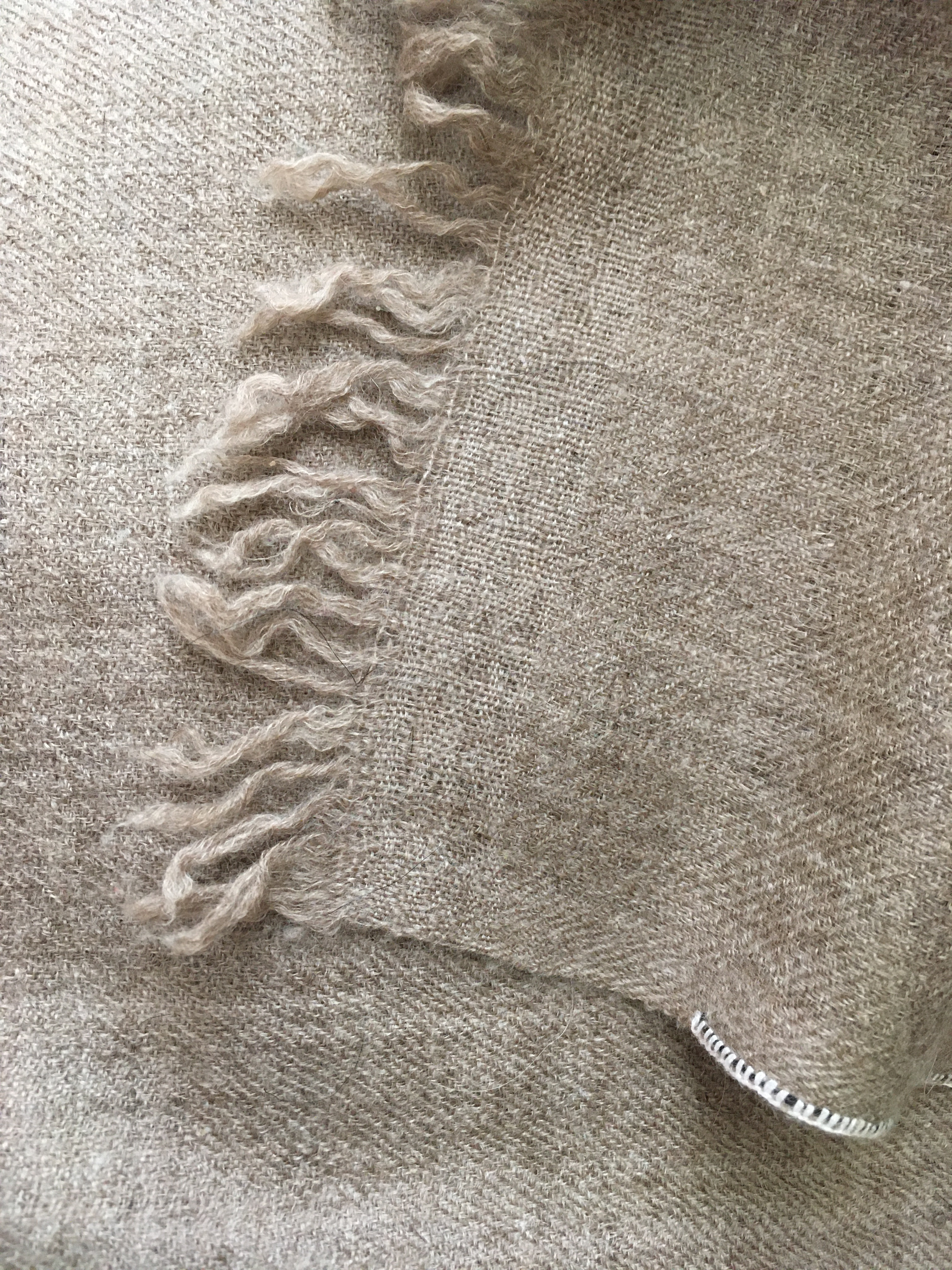
handvävd Pashminasjal i srinagar kashmir

Pashmina (eller cashmere) är ett slags kashmirtyg som görs av underullen från pashminageten, en getras ursprungligen från länderna kring Himalaya. Ordet används ibland också om fin kashmir i allmänhet.
Den yttersta pälsen på geten är grov. De tunnaste håren finns i det innersta lagret, vid getens skinn. På kashmiri heter det "pashm", och det är därifrån namnet pashmina kommer. Pashmina används vanligtvis för att beskriva den allra finaste cashmeren, som kommer från hakan och magen på geten.
Fibrerna är otroligt tunna, mellan ca 12,5 och 16 mikrometer. Ju tunnare fibrerna är desto bättre är kvalitén. Man uppskattar att varje get endast ger 100-160 gram underull per år, vilket  gör att kostnaden för dessa speciella naturfibrer blir hög. 
Tyget används vanligtvis för att tillverka pashminasjalar eller kashmirtröjor. För att tillverka en enda kashmirtröja krävs ull från cirka 10 getter. Traditionellt sett bars pashminasjalar av maharanis i Indien under 1500-talet och blev sedan populär under den engelska kolonialtiden.
Äkta pashmina ska enligt huvudorganet för tillverkare av Kamelhår och Cashmere (The Camel and Cashmere Hair Manufacturers institute) märkas "cashmere" på grund av det utbredda fusket på marknaden där billiga syntetiska fibrer, exempelvis viskos, märks som "pashmina". Det är olagligt att ha fibermärkningen "Pashmina"